# La fida ninfa
La fida ninfa (RV 714) é uma ópera em três atos composta pelo veneziano Antonio Vivaldi (1678-1741) a partir de libreto de Francesco Scipione Maffei (1675-1755). Sua estreia se deu em 6 de janeiro de 1732 por ocasião da inauguração do Nuovo Teatro Filarmonico di Verona. Uma característica interessante e incomum desta ópera é a variedade de conjuntos vocais (ensembles), quebrando a monotonia da simples alternância entre recitativos e árias da capo. A ópera havia sido encomendada em 1729 e foi concluída com extrema rapidez no ano seguinte. Alguns críticos consideram que essa rapidez comprometeu a qualidade da obra em diversos trechos. Apesar disso, a estreia foi seguindamente adiada, segundo crônicas da época, devido a uma grande concentração de tropas germânicas na região, o que fez com que as autoridades da República de Veneza adiassem a inauguração solene do novo teatro de Verona até que a situação se normalizasse. Uma gravação recente foi feita em 2009 pela Opus 111 - Naïve na série The Vivaldi Collection. O conjunto Ensemble Matheus é regido por Jean-Christophe Spinosi.

## Personagens e intérpretes originais
| Personagens    | Tipo Vocal   | Intérpretes originais, 6 de janeiro de 1732 |
| -------------- | ------------ | ------------------------------------------- |
| Licori         | Soprano      | Maria Giovanna Gasperini                    |
| Elpina         | Contralto    | Gerolama Madonia                            |
| Oralto         | Baixo        | Francesco Venturini                         |
| Morasto        | Sopranista   | Giuseppe Valentini                          |
| Osmino (Tirsi) | Contraltista | Stefano Pasi                                |
| Narete         | Tenor        | Ottavio Sinalco                             |
| Juno           | Contralto    | (?)                                         |
| Éolos          | Baixo        | (?)                                         |

## Sinopse
A trama do libreto não faz justiça a seu autor, Francesco Scipione Maffei, um aristocrata com vasta erudição. Nesse sentido, La fida Ninfa é uma alegoria sobre o amor matrimonial e a fidelidade dos compromissos sentimentais cheia de clichês, ninfas, piratas mal-humorados e de erros de identidade. Mas é consenso que a música sublime de Vivaldi supera as limitações do texto. A história se passa em Naxos, ilha do Mar Egeu, na antiguidade grega.
Ato I
Oralto, comandante pirata e senhor de Naxos, sequestrou duas jovens, Licori e Elpina, e também seu pai Narete, pastor de Scyros, escravizando a todos. Licori era noiva de Osmino, que também foi raptado por soldados trácios. Tempos depois, Osmino, rebatizado de Morasto, torna-se lugar-tenente de Oralto, mas ninguém o reconhece. O jovem fica angustiado quando descobre que outros de seus compatriotas também foram reduzidos à escravidão. O irmão de Morasto, Tirsis, também vive na ilha sob o domínio de Oralto. Seus pais também haviam dado a ele o nome de Osmino, em memória de seu irmão perdido. Tirsis, sob o nome de Osmino, se apaixona por Licoris. Mas, para atrair a atenção e fazer ciúmes, seduz sua irmã Elpina. Licoris também agrada Oralto, que pede a seu braço direito, Morasto, que o ajude a conquistar a jovem. Por seu turno, o velho Narete faz uma estranha descoberta: ele encontra esculpido em cada árvore os nomes entrelaçados de Osmino e Licori.
Ato II
Licori acredita ter reconhecido em Tirsis a pessoa para a qual estava destinada. Narete, entretanto, tenta negociar com Oralto o resgate de toda a família mediante um enorme pagamento para que todos possam retornar à sua pátria. Mas Oralto, irritado com o desprezo da Licoris, pretende vendê-los todos como escravos para um sultão. Morasto começa a cortejar Licori. Ele descobre toda a verdade, mas teme revelar o segredo. Tirsis declara abertamente seus sentimentos por Licori. Elpina, profundamente magoada, acusa Tirsis de abusar de sua boa fé. Narete, que percebe as intenções de Oralto, pede ajuda a Morasto que concorda em socorrê-los.
Ato III
Oralto ameaça Licori de vendê-la à escravidão com a família se ela não ceder a ele. Licori pensa em se suicidar e foge para se esconder. Em sua corrida, tropeça e cai em um rio. Narete encontra um véu de Licori e o mostra a Oralto como prova de que sua filha se afogou. O tirano de Naxos se ausenta por alguns dias e cede o comando da ilha Morasto. Isso permitiria a ele revelar a sua verdadeira identidade: ele é o verdadeiro Osmino. Licori, que não se afogou, fiel a seus votos, renova suas promessas de amor ao antigo noivo. Todos navegam alegremente para Scyros, quando uma terrível tempestade os apanha em alto mar. Felizmente, Juno, cheia de compaixão pelas desgraças e pelo amor indestrutível de dois jovens testado pelo destino durante muito tempo , pede a Éolos, o deus do vento, que sopre sobre as ondas para acalmar o mar.